# Björk (álbum)
Björk es un álbum lanzado el 18 de diciembre de 1977 por la cantante y compositora islandesa Björk. Este es su primer álbum solista y lo hizo a los diez años con la ayuda de su padrastro Sævar quien era un guitarrista.
La lista de temas es un compendio de versiones de artistas célebres, canciones especialmente escritas para ella y una obra instrumental compuesta por Björk interpretada con flauta por ella misma.
El álbum llegó a ser muy popular en Islandia, alcanzando el disco de platino, y recibió gracias a él varias ofertas de discográficas; aunque Björk decidió rechazarlas. Nunca llegó a publicarse en formato CD y actualmente es un disco considerado de culto por comerciales y coleccionistas.

## Historia del álbum
El padrasto de Björk tenía un local de ensayo para su banda Pops; un día Björk pasa por allí y esto la anima a participar en una fiesta en el colegio cantando "I Love To Love" éxito de Tina Charles en esa época. Poco después interpreta el mismo tema en la radio islandesa Radio 1, haciendo que el sello Skifan invitara a Björk a grabar un disco. Los padres, después de consultarlo con su amigo Jakob Magnússon, miembro del grupo Studmenn deciden finalmente firmar un contrato con Fálkinn Records.
La grabación del disco fue apadrinada por su padrastro Saevar con apoyo del guitarrista Björgvin Gílason, también participarían; el bajista Pálmi Gunnarson y el batería Sigurdur Karlsson. La madre de Björk diseñó la portada mostrando a una Björk «arabesca» sentada en una habitación que recuerda a Las mil y una noches.
10 canciones formaban parte de Björk las cuales eran una mezcla de covers traducidos al islandés como la canción de the Beatles “Fool On The Hill” (“Alfur Út Úr Hól”), "Alta Mira" - de Edgar Winter -, "Christopher Robin" - de Melanie -, y la canción de Stevie Wonder “Your Kiss Is Sweet” - éxito en la voz de Syreeta - pero también tenía algunas canciones escritas especialmente para el álbum como “Arabadrengurinn” (“El Chico Árabe”) escrita por el padrastro Sævar, y un tributo de flauta para el famoso pintor islandés Jóhannes Kjarval escrita e interpretada por Björk que para ese entonces sólo tenía 11 años en 1976.
El álbum fue muy popular en Islandia, algo que no había sucedido antes, y obtuvo inmediatamente el disco de platino, alcanzando las 7000 copias vendidas - Islandia 250 000 habitantes en la época. Gracias a las repercusiones Björk recibió ofertas para grabar con otras discográficas pero las rechazó a todas y se apartó del mundo de la fama, dedicándose a vivir una vida normal y a escribir canciones propias para después unirse a otras bandas e interesarse en el punk.
Grabado en Hlíðrijinn Studios en Reikiavik este álbum sólo se vendió en el mercado islandés y nunca apareció en formato CD, ya que fue lanzado en formato Long Play por la discográfica Fálkinn. Actualmente es un álbum codiciado por comerciantes y coleccionistas por lo que se cotiza en valores que van desde los US$ 100 hasta los US$ 700.

## Lista de canciones
| Lado A |                                                                                                  |                               |          |  |
| N.º    | Título                                                                                           | Escritor(es)                  | Duración |  |
| 1.     | «Arabadrengurinn»                                                                                | Sævar                         | 5:00     |  |
| 2.     | «Búkolla» (con la melodía de «Your Kiss Is Sweet»)                                               | Stevie Wonder; Syreeta Wright | 03:16    |  |
| 3.     | «Alta Mira»                                                                                      | Edgar Winter                  | 02:30    |  |
| 4.     | «Jóhannes Kjarval» (escrita e interpretada con flauta por Björk como tributo a Jóhannes Kjarval) | Björk Guðmundsdóttir          | 02:15    |  |
| 5.     | «Fúsi Hreindýr»                                                                                  |                               | 03:27    |  |

| Lado B |                                                          |                  |          |  |
| N.º    | Título                                                   | Escritor(es)     | Duración |  |
| 1.     | «Himnaför»                                               |                  | 02:32    |  |
| 2.     | «Óliver»                                                 |                  | 03:04    |  |
| 3.     | «Álfur út úr hól» (con la melodía de «Fool On The Hill») | Lennon/McCartney | 02:30    |  |
| 4.     | «Músastiginn»                                            |                  | 02:44    |  |
| 5.     | «Bænin» (Christopher Robin)                              | Melanie Safka    | 02:00    |  |